# 坂井真理絵
坂井 真理絵（さかい まりえ、1979年3月3日 - ）は、日本のAV女優。血液型：O型。身長154cm、スリーサイズ：B84 W59 H85。趣味：お部屋の模様替え、料理。特技：ピアノ、習字。

## 略歴
北海道出身。1997年、AVデビュー。

## 出演作品
- めばえ（1997年12月28日、宇宙企画）
- ひとめぼれ（1998年2月28日、宇宙企画）
- はみだし女教師 デカ乳系（1998年4月27日、エイトマン）共演:瞳リョウ、若菜瀬奈、有賀美穂、七瀬あゆみ[1]
- すけべっ娘 14（1998年4月30日、h.m.p）他出演 オムニバス作品[1]
- 奴隷記念日（1998年5月22日、SAMM）
- 涙の教育実習生 人生最悪の絶頂（1998年6月21日、ミス・クリスティーヌ）[1]
- 玩具になりたい（1998年7月31日、シャイ企画）
- ザ・限界（1998年9月22日、SAMM）他出演:小室友里、若菜瀬奈、小川明日香、沢山涼子[1]
- どっぴゅん!コスチューム8連発!3（1998年7月22日、ミス・クリスティーヌ）他出演:夢野まりあ、椎名みお、加納瑞穂、河合美奈、鈴木くるみ、瞳リョウ、奥菜ひろみ[1]
- シャイDX98-99女優編（シャイ企画）他出演:小川明日香、つかもと友希、三浦あいか、牧野ひとみ、松井里穂、一色彩果、秋山みほ
- コスプレアイドル Best8（2000年、h.m.p）他出演:小室友里、小沢まどか、椎名みお、吉井美希、星野杏里、大倉由希恵、矢沢ようこ
- うちゅ企画 '98DELUXE+（2001年10月13日、宇宙企画）他出演:上原あやか、岡田優、RIKA
- 現場にオジャマ 突入スペシャル!!!（2002年7月21日、h.m.p）他出演:神谷沙織、春日みゆき、山口ナオミ、天宮かのん、吉井美希、柏木りかこ、風音つぐみ、松嶋永里奈 ※独占撮りおろし
- アイドルIダース コスプレ編（2002年11月29日、シャイ企画）他出演多数
- 宇宙企画 Debut Collection 4（2003年12月26日、宇宙企画）他出演多数
- 宇宙企画Memorial 坂井真理絵（2004年7月16日、宇宙企画）
- 乳学園〜オッパイいっぱいの放課後〜（2007年9月30日、h.m.p）他出演:有賀美穂、瞳リョウ、若菜瀬奈、七瀬あゆみ[2]
- 宇宙企画 The Complete till 2008 〜moon（月）〜（2009年9月29日、宇宙企画）他多数出演

## 雑誌
- 放課後クラブ 1998年9月号